# Kel-Tec RDB
Le Kel-Tec RDB (Rifle, Downward-ejection, Bullpup) est une carabine bullpup semi-automatique chambrée en 5.56×45mm OTAN développée et fabriquée par la société Kel-Tec Industries. Elle fonctionne selon le système d'emprunt de gaz à piston. L'arme utilise une culasse rotative ainsi qu'un éjecteur bas, permettant l'éjection des étuis vers le sol. Elle est entièrement ambidextre. Elle utilise des chargeurs de type AR15 de 30 coups.

## Utilisations
Cette arme est principalement utilisée par des tireurs civils. On la retrouve cependant dans quelques agences de sécurité privées.

## Variantes
- RDB-17[3]
- RDB-20[3]
- RDB-C[4]
- RDB Survival[5]